# Raoiella indica
Raoiella indica, cunoscut ca Acarianul roșu de palmier, este o specie de acarieni aparținând familie Tenuipalpidae. Este un  dăunător important a mai multor specii de palmier în Orientul Mijlociu și Asia de Sud-Est, însă, actualmente, are o răspândire mult mai largă, fiind prezent și în Caraibe. Pătrunderea acestuia în America reprezintă cea mai mare invazie de acarieni care a avut loc vreodată pe continent.  

## Descriere
Adulții au aproximativ 0,32 mm în lungime. Femelele sunt mai mari decât bărbații și au corpul de formă triunghiulară. Corpul este aplatizat, ovoidal cu excrescențe în formă de ace cu structuri sferice în vârf. Culoarea este roșie închisă pe parcursul întregii vieți. Femelele adulte după hrănire prezintă pete negre. Adulții sunt vizibili cu ochiul liber.

## Ciclul de viață

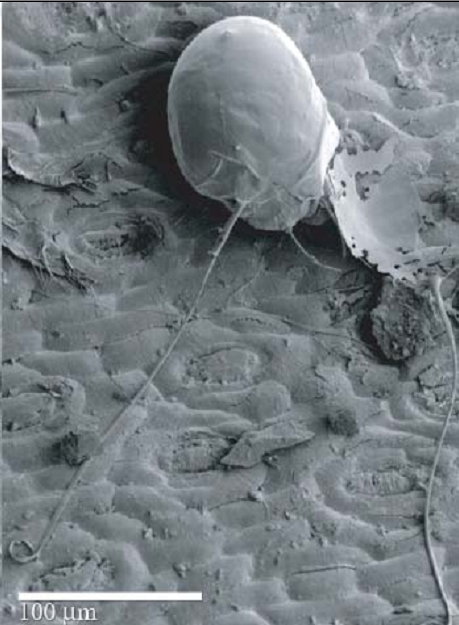
Ou al Raoiella indica

Femela depune ponta în grupuri pe partea inferioară a frunzei. Dezvoltarea embrionară, în interiorul ouălor, durează 6 - 9 zile. Ouăle sunt de 0,12 mm lungime și 0,09 mm lățime. Larvele, eclozate din ou, au o lungime de 0,18 – 0,20 mm și posedă doar trei perechi de picioare. Nimfele, următorul stadiu de dezvoltare, sunt de 0,18-0,25 mm în lungime și sunt, deja, dezvoltate toate patru perechi de picioare. Procesul de creștere și maturizarea se realizează timp de 23 - 28 de zile pentru femele și 20 - 22 de zile pentru masculi. Viața unui adult este de 26 de zile.

## Modul de viață

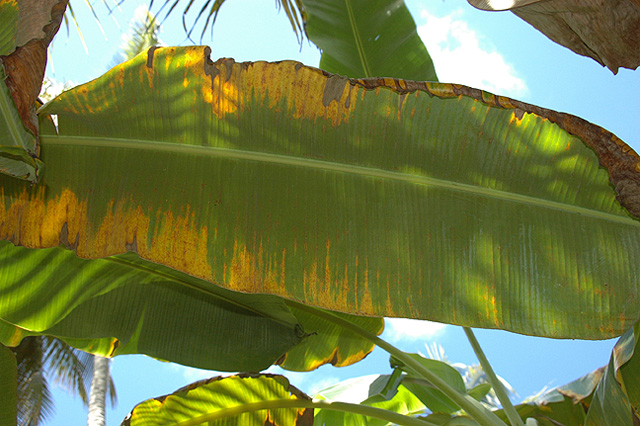
Frunză de bananier parazitată de Raoiella indica

Raoiella indica parazitează circa 32 de specii de palmier. În Caraibe, această specie infectează și plantele de banană, ghimbir și Heliconia. Acest acarian trăiește în colonii pe partea inferioară a frunzelor. Se hrănește cu sucul celular al frunzelor. În urma acesteia, frunza afectată se îngălbenește. Principalii dușmani sunt gândacii, neuropterele, alți acarieni. Reglarea efectivului acestora paraziți cu ajutorul pesticidelor, în prezent, este imposibilă.

## Răspândire
Raoiella indica a fost înregistrat ca specie băștinașă în Egipt, India, Iran, Israel, Mauritius, Oman, Pakistan, Filipine, Réunion, Arabia Saudită, Sri Lanka, Sudan, Thailanda și Emiratele Arabe Unite. 

Este considerat specie invazivă în Republica Dominicană, Guadelupa, Porto Rico, Saint Martin, Trinidad și Tobago, Insulele Virgine, Granada, Haiti, Florida și Jamaica. 
Acarianul roșu de palmier poate să se răspândească pe cale aerienă, fiind transportat de vânt și furtuni. Din această cauză are posibilitatea de a cuceri noi teritorii.